# Eremarionta immaculata
Eremarionta immaculata es una especie de molusco gasterópodo de la familia Helminthoglyptidae en el orden de los Stylommatophora.

## Distribución geográfica
Es endémica de los Estados Unidos.